# Julius Sabatauskas

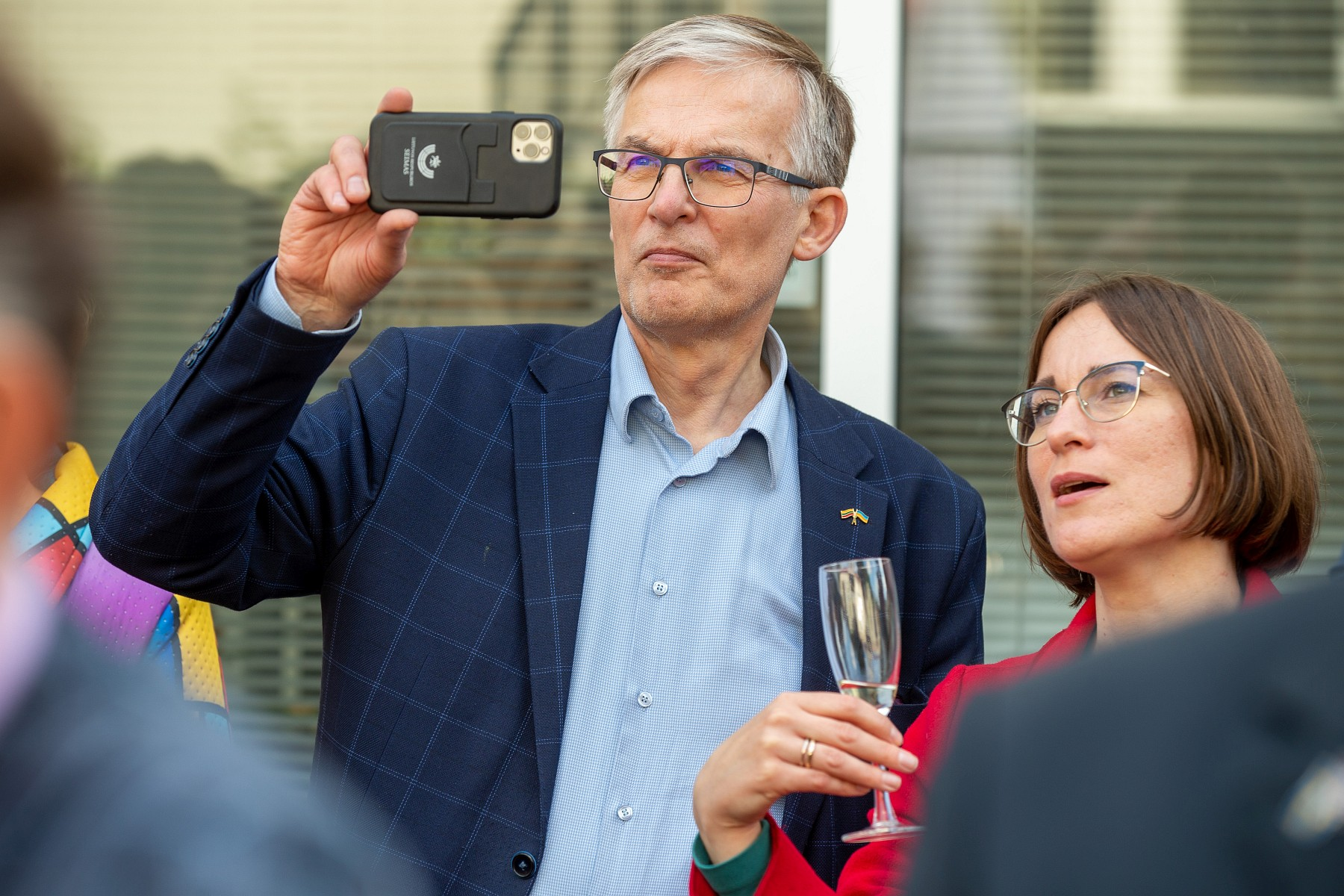
Julius Sabatauskas (2022)

Julius Sabatauskas (* 1. April 1958 in Syktywkar, Republik Komi) ist ein litauischer sozialdemokratischer Politiker, Mitglied des Seimas und ehemaliger Sportfunktionär. Seit November 2020 ist er Parlamentsvizepräsident im 13. Seimas.

## Leben
Nach dem Abitur an der 1. Mittelschule in Jonava von 1968 bis 1976 schloss er 1981 das Diplomstudium der Steuerung von automatisierten Systemen am Politechnikos institutas in Kaunas ab. Von 2002 bis 2003 absolvierte er ein Masterstudium (Recht und Verwaltung) an der Lietuvos teisės universitetas in Vilnius. Von 1990 bis 2003 war er Mitglied im Rat der Stadtgemeinde Alytus. Seit 2000 ist er Mitglied im Seimas.
Ab 1989 ist Julius Sabatauskas Mitglied von Lietuvos socialdemokratų partija. Ab 2015 war er stellvertretender Parteivorsitzender der LSDP, Stellvertreter von Algirdas Butkevičius.
Von 2002 bis 2005 war er Präsident des Schachverbands Litauens.

## Ehrung
- Ehrendoktor von Kolleg Alytus, Alytus